# Suolojaure (Sorsele socken, Lappland, 730964-149236)
Suolojaure är en sjö i Sorsele kommun i Lappland och ingår i Umeälvens huvudavrinningsområde. Sjön har en area på 0,119 kvadratkilometer och ligger 783,6 meter över havet. Suolojaure ligger i Vindelfjällen Natura 2000-område. Sjön avvattnas av vattendraget Tjelojukke.

## Delavrinningsområde
Suolojaure ingår i det delavrinningsområde (731167-149048) som SMHI kallar för Mynnar i Bulojukke. Medelhöjden är 713 meter över havet och ytan är 15,94 kvadratkilometer. Det finns inga avrinningsområden uppströms utan avrinningsområdet är högsta punkten. Tjelojukke som avvattnar avrinningsområdet har biflödesordning 4, vilket innebär att vattnet flödar genom totalt 4 vattendrag innan det når havet efter 405 kilometer. Avrinningsområdet består mestadels av skog (71 procent), sankmarker (16 procent) och kalfjäll (13 procent). Avrinningsområdet har 0,12 kvadratkilometer vattenytor vilket ger det en sjöprocent på 0,7 procent.